# Liste der Kulturgüter in Denens
Die Liste der Kulturgüter in Denens enthält alle Objekte in der Gemeinde Denens im Kanton Waadt, die gemäss der Haager Konvention zum Schutz von Kulturgut bei bewaffneten Konflikten, dem Bundesgesetz vom 20. Juni 2014 über den Schutz der Kulturgüter bei bewaffneten Konflikten sowie der Verordnung vom 29. Oktober 2014 über den Schutz der Kulturgüter bei bewaffneten Konflikten unter Schutz stehen.
Objekte der Kategorie A sind im Gemeindegebiet nicht ausgewiesen, Objekte der Kategorie B sind vollständig in der Liste enthalten, Objekte der Kategorie C fehlen zurzeit (Stand: 13. Oktober 2021).

## Kulturgüter
| Foto |                                                                          | Objekt | Kat. | Typ | Standort                              | Beschreibung |
| ---- | ------------------------------------------------------------------------ | --- | ---- | --- | ------------------------------------- | ------------ |
| ja   | Datei hochladen · Wikidata zu Schloss (Q29890740)                        | Schloss Denens mit Nebengebäuden, Holzschuppen, Tor und Umfassungsmauer / Château avec communs, bûcher, portail et mur d’enceinte KGS-Nr.: 6049 | B    | G   | Ruelle du Château 5–7 524800 / 152275 |              |
| BW   | Datei hochladen · Wikidata zu Wohnhaus, ländlich und Brunnen (Q29890742) | Wohnhaus und Brunnen / Habitation et fontaine KGS-Nr.: 14605                                                                                    | B    | G   | Chemin de Chapallaz 2 524810 / 152341 |              |